# 믹키 녹스

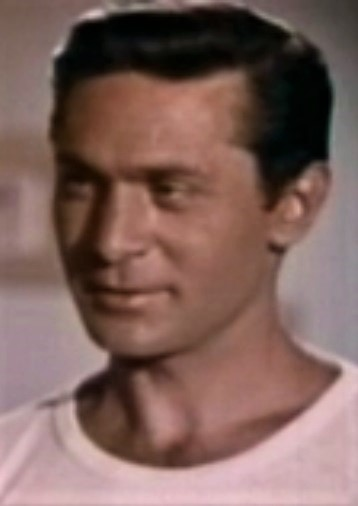

믹키 녹스(Abraham Knox, 1921년 12월 24일 ~ 2013년 11월 15일)는 미국의 배우, 각본가, 영화 프로듀서, 작가, 소설가, 텔레비전 배우이다.
뉴욕에서 태어났으며 로스앤젤레스에서 사망하였다.

## 영화
- 린드버그 유괴사건 (1996년)
- 델라모테 델라모레 (1994년)
- 패밀리 (1991년)
- 돌아온 프랑켄슈타인 (1990년)
- 대부 3 (1990년)
- 귀신은 사랑 못해 (1990년)
- 비극의 마라톤 (1988년)
- 굴리스 2 (1987년)
- 아쿠아리스 (1987년)
- 11낮 11밤 (1986년)
- 머더록 (1984년)
- 외로운 법정 (1983년)
- 오! 인천 (1981년)
- 바비 디필드 (1977년)
- 비욘드 더 로 (1968년)
- 폭소 플루토늄 공수 작전 (1968년)
- 지상 최대의 작전 (1962년)
- 다리에서 본 전망 (1961년)
- 지 아이 블루 (1960년)
- 업 프론트 (1951년)
- 애니 넘버 캔 플레이 (1949년)
- 화이트 히트 (1949년)

## 같이 보기
- 할리우드 블랙리스트